# Rhynchoribates acutus
Rhynchoribates acutus är en kvalsterart som beskrevs av Balogh 1958. Rhynchoribates acutus ingår i släktet Rhynchoribates och familjen Rhynchoribatidae. Inga underarter finns listade i Catalogue of Life.